# 진함로
진함로(Jinham-ro)는 경상남도 창원시 마산합포구 진북면 지산리 지산 분기점과 함안군 가야읍 검암리 광복 교차로를 잇는 경상남도의 도로이다.

## 연혁
- 2009년 7월 2일 : 2개 이상 시·군에 걸쳐 있는 도로로 진함로를 고시[1]
- 2010년 12월 23일 : 함안군 여항면 진고개 ~ 함안면 괴산 교차로 9km 구간 확장 개통[2]
- 2013년 12월 2일 : 함안군 함안면 괴산리 괴산 교차로 ~ 가야읍 검암리 구간 3.04km 확장 개통[3]
- 2017년 6월 22일 : 진동 ~ 마산간 도로(창원시 마산합포구 진북면 지산리 ~ 정현리) 8.38km 구간 신설 개통[4]
- 2017년 7월 3일 : 진동 ~ 마산간 도로 개통에 따라 기존 창원시 마산합포구 진동면 진동리 ~ 진북면 정현리 8.26km 구간 폐지[5]

## 주요 경유지
경상남도
- 창원시 마산합포구 진북면 - 함안군 (여항면 · 함안면 · 여항면 · 함안면 · 가야읍)

## 노선
- (■): 자동차 전용도로 구간

| 이름                       | 접속 노선                                                                                   | 소재지            | 소재지                                                                            | 비고                                                      |
| 남해안대로와 직결          | 남해안대로와 직결                                                                           | 남해안대로와 직결 | 남해안대로와 직결                                                                 | 남해안대로와 직결                                         |
| -------------------------- | ------------------------------------------------------------------------------------------- | ----------------- | --------------------------------------------------------------------------------- | --------------------------------------------------------- |
| 지산 분기점                | 국도 제2호선 국도 제14호선 국도 제77호선 국도 제79호선 국가지원지방도 제67호선 (남해안대로) | 창원시            | 마산합포구 진북면                                                                 | 국도 제79호선 구간 국가지원지방도 제67호선 구간           |
| 대평2교                    |                                                                                             | 창원시            | 마산합포구 진북면                                                                 | 국도 제79호선 구간 국가지원지방도 제67호선 구간           |
| 대평 교차로 (대평3교)      | 지방도 제1021호선 (학동로) 진북산촌로                                                       | 창원시            | 마산합포구 진북면                                                                 | 국도 제79호선 구간 국가지원지방도 제67호선 구간           |
| 부산교                     |                                                                                             | 창원시            | 마산합포구 진북면                                                                 | 국도 제79호선 구간 국가지원지방도 제67호선 구간           |
| 베틀산터널                 |                                                                                             | 창원시            | 마산합포구 진북면                                                                 | 국도 제79호선 구간 국가지원지방도 제67호선 구간 연장 823m |
| 추곡교 추곡1교 외추교      |                                                                                             | 창원시            | 마산합포구 진북면                                                                 | 국도 제79호선 구간 국가지원지방도 제67호선 구간           |
| 귀정 교차로                | 진북산업로 귀정길                                                                           | 창원시            | 마산합포구 진북면                                                                 | 국도 제79호선 구간 국가지원지방도 제67호선 구간           |
| 중촌교                     |                                                                                             | 창원시            | 마산합포구 진북면                                                                 | 국도 제79호선 구간 국가지원지방도 제67호선 구간           |
| 대현 교차로                | 진북산업로 대현길 정현공단길                                                                | 창원시            | 마산합포구 진북면                                                                 | 국도 제79호선 구간 국가지원지방도 제67호선 구간           |
| 정동교                     | 진북산업로                                                                                  | 창원시            | 마산합포구 진북면                                                                 | 국도 제79호선 구간 국가지원지방도 제67호선 구간           |
| 진고개 (한치)              | 국가지원지방도 제67호선                                                                     | 창원시            | 마산합포구 진북면                                                                 | 국도 제79호선 구간 국가지원지방도 제67호선 구간           |
| 진고개 (한치)              |                                                                                             | 함안군            | 여항면                                                                            | 국도 제79호선 구간                                        |
| 봉곡 교차로                | 내곡1길 내곡2길                                                                             | 함안군            | 여항면                                                                            | 국도 제79호선 구간                                        |
| 내곡 교차로                | 내곡안길                                                                                    | 함안군            | 여항면                                                                            | 국도 제79호선 구간                                        |
| 두곡 교차로                | 외암길                                                                                      | 함안군            | 여항면                                                                            | 국도 제79호선 구간 함안 방향 진출만 가능                  |
| 외암1 교차로               | 여항로                                                                                      | 함안군            | 여항면                                                                            | 함안 방향 진입 불가 창원 방향 진출 불가                   |
| 강명1교                    |                                                                                             | 함안군            | 여항면                                                                            | 국도 제79호선 구간                                        |
| 강명1교                    | 함안면                                                                                      | 함안군            |                                                                                   | 국도 제79호선 구간                                        |
| 강명2교                    |                                                                                             | 함안군            |                                                                                   | 국도 제79호선 구간                                        |
| 여항면                     |                                                                                             | 함안군            |                                                                                   | 국도 제79호선 구간                                        |
| 외암2 교차로               | 지방도 제1021호선 (여항로)                                                                  | 함안군            | 국도 제79호선 구간 지방도 제1021호선 구간 함안 방향 진출 불가 창원 방향 진입 불가 |                                                           |
| 강지교                     |                                                                                             | 함안군            | 국도 제79호선 구간 지방도 제1021호선 구간                                         |                                                           |
| 장명 교차로                | 강명4길 강명5길                                                                             | 함안군            | 국도 제79호선 구간 지방도 제1021호선 구간                                         |                                                           |
| 봉성1 교차로               | 함안대로                                                                                    | 함안군            | 국도 제79호선 구간 지방도 제1021호선 구간 함안 방향 진입 불가 창원 방향 진출 불가 |                                                           |
| 봉성리                     | 비봉로                                                                                      | 함안군            | 국도 제79호선 구간 지방도 제1021호선 구간                                         |                                                           |
| 봉성2 교차로               | 지방도 제1021호선 (성산로)                                                                  | 함안군            | 국도 제79호선 구간 지방도 제1021호선 구간                                         |                                                           |
| 함안역                     |                                                                                             | 함안군            | 국도 제79호선 구간                                                                |                                                           |
| 괴산 교차로                | 한절골길                                                                                    | 함안군            | 국도 제79호선 구간                                                                |                                                           |
| 광정리                     | 함안대로                                                                                    | 함안군            | 국도 제79호선 구간                                                                | 가야읍                                                    |
| 상검암 교차로              | 상검길                                                                                      | 함안군            | 국도 제79호선 구간                                                                | 가야읍                                                    |
| 검암 교차로 (검암지하차도) | 말산로 하검길                                                                               | 함안군            | 국도 제79호선 구간                                                                | 가야읍                                                    |
| 송정교                     |                                                                                             | 함안군            | 국도 제79호선 구간                                                                | 가야읍                                                    |
| 광복 교차로                | 국가지원지방도 제30호선 지방도 제1004호선 (함마대로)                                        | 함안군            | 국도 제79호선 구간                                                                | 가야읍                                                    |

## 주요 건물 및 시설
- 국립원예특작과학원 시설원예연구소 (경상남도 함안군 함안면 진함로 1425)
- 함안역 (경상남도 함안군 함안면 진함로 1637)